# Otto Gildemeister

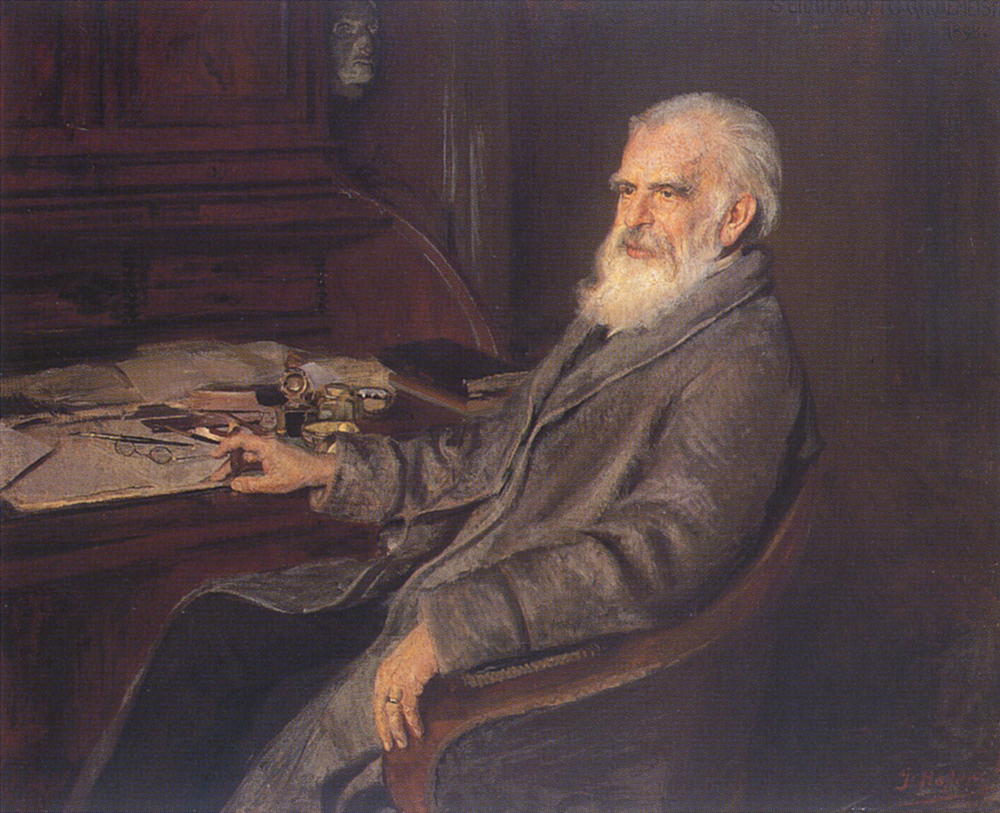
Otto Gildemeister, porträtterad av Gottfried Joseph Hofer 1898.

Otto Gildemeister, född den 13 mars 1823 i Bremen, död där den 26 augusti 1902, var en tysk författare och politiker.
Gildemeister redigerade sedan 1850 Weserzeitung och beklädde flera kommunala förtroendeplatser i sin födelsestad, bland annat var han 1872–1875, 1878–1881 och 1882–1887 dess borgmästare. Litterärt har han betydelse genom sina skarpsinniga, av Macaulay påverkade essayer, efter hans död utgivna i bokform, Essays. Herausgegeben von Freunden (1896–1897; 4:e upplagan 1903), samt genom sina översättningar från Byron (1864; 5:e upplagan 1904), Shakespeare (1871, 1872), Ariosto (1882) och Dante (1888; 3:e upplagan 1900).